# Ein Student ging vorbei
Ein Student ging vorbei ist ein deutsches Filmmelodram aus dem Jahre 1960 von Werner Klingler mit Luise Ullrich, Paul Dahlke und Eva Bartok in den Hauptrollen, gestaltet nach dem gleichnamigen Fortsetzungsroman von Eduard Rhein, welcher diesen unter dem Pseudonym Hans-Ulrich Horster 1959 in der Zeitschrift Hörzu veröffentlichte.

## Handlung
Apotheker Dr. Justus Brandt ist ein Patriarch durch und durch. 18 Jahre ist es her, dass sich seine Frau Bettina von dem konservativen Spießer scheiden ließ. Seitdem lebt er allein mit seinen drei Kindern in einem großen Haus in Tübingen. Alles geht seinen gewohnten Gang, als völlig unerwartet eine Frau in Brandts Leben tritt, die sowohl attraktiv als auch recht geheimnisvoll ist. Sie heißt Gabriela von Holthüs, ist gut und gern 20 Jahre jünger als er und verdreht dem alternden Kleinbürger gehörig den Kopf.
Brandt will sie unbedingt heiraten, doch nun machen seine Kinder Ärger, denn sie sträuben sich massiv gegen die Absicht des Vaters. Niemand ahnt, dass Gabriela ein dunkles Geheimnis umgibt, mit dem sie die Brandtsche Restfamilie beinah in einen gesellschaftlichen Abgrund zu stürzen droht. Zeit, Bettina über die dramatischen Entwicklungen zu informieren, die prompt nach Tübingen zurückkehrt, um ihre Kinder und den Ex-Mann vor einer weitgreifenden Fehlentscheidung zu bewahren.

## Produktionsnotizen
Ein Student ging vorbei entstand im Winter 1959/60 und wurde am 10. März 1960 uraufgeführt.
Die Filmbauten entwarf Max Mellin.

## Kritik
Das Lexikon des Internationalen Films konstatierte hier eine „Verfilmung eines Illustriertenrührstücks.“